# Проклята долина (фільм)
«Проклята долина» (англ. Damnation Alley) — постапокаліптичний фільм 1977 року. Інша назва: «Долина прокльонів». Екранізація твору Роджера Желязни.

## Сюжет
В результаті Третьої світової війни Земля змінила нахил своєї осі, живі організми масово мутували під дією радіації, і атмосфера над усією планетою охоплена постійними штормами, які унеможливлюють повітряні перельоти.
Невелика група уцілілих, що складається переважно з персоналу військово-повітряних сил США, роблять спробу проїхати із заходу США в місто Олбані, штат Нью-Йорк, звідки вони отримали радіосигнал. Вони подорожують в спеціалізованих 12-колісних бронетранспортерах, призначених для виживання в суворих умовах, на яких можна перетнути «Долину проклять» — єдиний можливий шлях між зонами інтенсивного радіаційного випромінювання. По дорозі вони втрачають один броньовик, протистоять мутованій флорі та фауні, диким бандам. Також по дорозі вони підбирають двох людей, що вижили.
В кінці фільму Земля повертається до своєї нормальної осі, а група нарешті добирається до напрочуд незайманого Олбані.

## У ролях
- Домінік Санда
- Ян-Майкл Вінсент
- Джордж Пеппард
- Джекі Ерл Гейлі
- Пол Вінфілд —  Кіган
- Роберт Доннер —  стражник

## Виробництво
Оригінальний сюжет роману Роджера Желязни був серйозно перероблений в остаточному сценарії. Желязни був дуже задоволений початковим сценарієм Лукаса Геллера і вважав його робочим. Однак для кіностудії Алан Шарп написав зовсім іншу версію сценарію, в якому не знайшлося місця здебільшого елементів книги. Желязни не розумів цього, поки не подивився фільм в кінотеатрі. Він ненавидів цю екранізацію, однак, всупереч поширеній думці, не просив виключити своє ім'я з титрів, оскільки не знав про наявні проблеми до релізу фільму.
Бюджет, 17 мільйонів доларів, (значна сума для того часу) довірили  досвідченому режисерові Джеку Смайту, який у два попередні роки створив два поспіль успішних фільми: «Аеропорт 1975» і «Мідуей». Знімання почали в липні 1976 року в долині Імперіал (Каліфорнія), також проходили в Аризонському кратері, Солт-Лейк-Сіті і пустелі Мохаве.
Виробництво фільму було пов'язано з деякими проблемами, наприклад, попри великий бюджет виявилося майже неможливо створити Постапокаліптичні пейзажі та гігантських комах-мутантів. Центральний же елемент фільму, 12-колісний семитонний бронетранспортер «Ландмастер» (англ. Landmaster), вийшов набагато кращим, ніж очікувалося. Його створення обійшлося в $ 350 000 ($ 1,4 мільйона на 2012 рік). Броньовик виглядав настільки переконливо, що студія  Fox  зажадала приділити якомога більше число кадрів «Ландмастеру», щоб компенсувати інші недоліки. Також після закінчення знімання було ухвалено рішення додати візуальний ефект «радіоактивних небес», щоб поліпшити атмосферу постапокаліпсісу. Через це рішення фільм 10 місяців був в статусі постпродакшн, поки накладали складні оптичні ефекти на 80 відсотоків всіх кадрів.
За цей час вийшов в прокат інший фантастичний фільм: «Зоряні війни. Епізод IV: Нова надія», який несподівано став хітом. Прем'єру «Долини проклять» спішно перенесли, фільм зазнав редактури, були вирізані деякі сцени, важливі для сюжету. Фільм вийшов 21 жовтня 1977, отримав мізерні відгуки та касові збори.

## Критика
Девід Раян в огляді для DVD Verdict зазначив, що фільм вийшов не стільки поганим, скільки типовим науково-фантастичним блокбастером 70-х років, культовий ж для деяких глядачів статус пояснюється переважно приємними спогадами з часів перегляду в дитинстві. В цілому, фільмом він залишився незадоволений, з позитивних сторін зазначивши лише «Ландмастер». Критик IGN Р. Шаффер поставився до фільму більш прихильно, також похвалив «Ландмастер», зазначивши однією з головних причин провалу «Долини проклять» вихід в один рік з першим фільмом із саги «Зоряні війни», на тлі якого картина Смайта виглядає дуже бідно, особливо через спецефекти. Підсумувавши, Шаффер позначив фільм як «досить гідний, амбітний, хоч іноді і дуже убогий, апокаліптичний науково-фантастичний бойовик».

## Sound 360
У кількох великих містах США прем'єра «Долини проклять» пройшла з демонстрацією нової технології об'ємного звуку Sound 360. Це було однією з ранніх реалізацій, в якій застосовувалося чотири звукові доріжки на 35-міліметрової плівці. Ця технологія більше не використовувалася надалі, промисловим стандартом у сфері об'ємного звуку стала Dolby Stereo.